# مويا برادي
مويا برادي (بالإنجليزية: Moya Brady)‏ هي ممثلة بريطانية، ولدت في 8 سبتمبر 1962 بمانشستر في المملكة المتحدة.

## أعمال

### أفلام
- (2005) كبرياء وتحامل[2]
- (2009) العازف المنفرد[3]

## وصلات خارجية
- مويا برادي على موقع IMDb (الإنجليزية)
- مويا برادي على موقع قاعدة بيانات الفيلم (الإنجليزية)